# Vukac Hranić Kosača
Vukac Hranić Kosača (en serbio: Вукац Хранић Косача; fallecido en 1432) fue un poderoso magnate y noble bosnio de la noble familia Kosača con el título de conde, durante los reinados de Tvrtko II (1404-1409), Esteban Ostoja (1409-1418), Esteban Ostojić (1418-1421) y Tvrtko II nuevamente (1421-1443).

## Biografía
Vukac nació en la segunda mitad del siglo XIV como el segundo hijo de Hrana Vuković. Era hermano menor del gran duque de Bosnia, Sandalj Hranić Kosača, y hermano mayor de Vuk Hranić Kosača. Tanto Vukac como Vuk estaban subordinados a su poderoso hermano mayor Sandalj, quien gobernaba Hum (Humska zemlja), la parte más meridional del Reino de Bosnia. Sandalj había sucedido a su tío Vlatko Vuković como gran duque de Bosnia y señor de Hum en 1392.
Vukac poseía parte de las tierras hereditarias de su familia en Podrinje (mencionada en 1415), y la región de Govza junto al río Bistrica, y la ciudad de Jeleč, que le fue otorgada tras la muerte de su hermano menor Vuk en 1425. Se casó con Katarina, cuyo origen se considera desconocido, en agosto de 1403. Con Katarina tuvo dos hijos, un hijo, Stjepan, y una hija, Teodora, que se casó con Radoslav Pavlović (1420-1441). Stjepan fue mencionado desde 1419 en documentos junto con su padre y sus tíos, ya que en ese entonces ya había sido elegido para suceder a Sandalj en el futuro. La República de Ragusa otorgó a Sandalj, Vukac, Vuk y Stjepan el estatus de nobleza y senadores raguseos, y una propiedad en Ragusa (Dubrovnik) mediante una carta fechada el 29 de junio de 1419.
Vukac participó activamente en las conversaciones de paz entre el Reino de Bosnia y la República de Ragusa en 1405.
Durante las conversaciones de paz entre los duques Radoslav Pavlović y Sandalj, además de los raguseos, Vukac participó activamente trabajando por la paz (era hermano de Sandalj y suegro de Radoslav). La paz se concluyó el 1 de febrero de 1423.
En febrero de 1425, Brailo Tezalović y Vukac llegaron a Ragusa para comenzar una vez más las conversaciones sobre la venta de la parte de Konavle de Radoslav Pavlović a la República de Ragusa. Después de la venta del este de Konavle por Radoslav a la República de Ragusa en 1426, Vukac y Radoslav Obradović recibieron 200 ducados cada uno.
Vukac murió en 1432. Su hijo Stjepan lo sucedió como jefe de la familia Kosača tras la muerte de Sandalj en 1435.

## Matrimonio
Se casó con Katarina (m. 1456), de origen desconocido, en agosto de 1403. Tuvo dos hijos, un hijo y una hija:
- Stjepan Vukčić Kosača, duque de Zahumlia
- Teodora Vukčić, casada con Radoslav Pavlović Radinović (1420-1441), miembro de la Casa de Pavlović.

Es posible que Vukac tuviera otro hijo, Isa Bey Ishaković, el primer gobernador de la Bosnia otomana (décadas de 1450 a 1460).